# 古代ローマの属州の一覧
古代ローマの属州の一覧（こだいローマのぞくしゅうのいちらん）は、共和政から帝政にかけての古代ローマの属州を地域ごとにまとめた一覧である。

## アナトリア
- アシア属州
- ガラティア
- カッパドキア
- キリキア属州
- パンフィリア
- リュキア

## アフリカ
- アエギュプトゥス
- アッシュリア属州
- アフリカ属州
- ヌミディア
- マウレタニア・カエサリエンシス
- マウレタニア・ティンギタナ

## イベリア
- ヒスパニア・ウルテリオル
- ヒスパニア・キテリオル
- ヒスパニア・タラコネンシス
- ヒスパニア・バエティカ
- ルシタニア

## ギリシャ
- アカエア属州
- エピルス
- キュプルス属州
- マケドニア属州

## コーカサス
- アルメニア属州
- ビテュニア
- ビテュニアとポントス（英語版）

## 地中海
- クレタとキレナイカ（英語版）
- サルデーニャとコルシカ（英語版）
- シキリア属州

## 西・中央ヨーロッパ
- アルペス・コッティアエ
- アルペス・ポエニナエ
- アルペス・マリティマエ
- ガリア・アクィタニア
- ガリア・キサルピナ
- ガリア・ナルボネンシス
- ガリア・ベルギカ
- ゲルマニア
- ブリタンニア
- ラエティア

## 東ヨーロッパ
- イリュリクム
- ダキア属州
- ダルマティア属州
- トラキア属州
- ノリクム
- パンノニア
- モエシア

## レヴァント・アラビア
- アラビア属州
- シリア属州
- メソポタミア属州
- ユダヤ属州